# Calathea macilenta
Calathea macilenta är en strimbladsväxtart som beskrevs av John Lindley. Calathea macilenta ingår i släktet Calathea och familjen strimbladsväxter. Inga underarter finns listade.